# ホンダ・タクト
タクト (TACT) は、本田技研工業が製造販売するオートバイである。

## 概要
1980年9月に発売されたステップスルースクーターである。
1980年代から2000年代にかけては2ストロークエンジンを搭載したモデルがロングセラーとなったが一旦生産終了。2010年代になり4ストロークエンジンを搭載したモデルで復刻した。

### 開発の経緯
1976年1月に発売されたロードパルは輸出も含み1年間で25万台の売上を記録するヒット商品となり、1975年には年間113万台だった国内二輪車生産台数も1976年には130万台、1977年には160万台、1978年には198万台とファミリーバイクを中心に順調な伸びを示した。
一方で業界第2位のヤマハ発動機は、1977年にステップスルースクーターのパッソルを発売。1978年には姉妹車パッソーラを追加。熾烈な販売競争をしかけたいわゆるHY戦争となり、1979年上半期二輪車総生産累計では本田技研工業40%と首位を維持したが、2位のヤマハ発動機は36%と肉薄。ファミリーバイクに限れば本田技研工業の34%に対しヤマハ発動機は49%と逆転した。
このため本田技研工業では、ファミリーバイクでも首位奪還を目標に1963年に生産終了したM85型ジュノオ以来のかつスクーター初のステップスルータイプとして開発されたのが本シリーズであり、当初の1年間で38万台の販売実績を残した。

## 車両解説
複数回のモデルチェンジを実施しているが、いずれのモデルも低床バックボーンもしくはアンダーボーンフレームに排気量49ccの2ストロークもしくは4ストロークのガソリンエンジンを搭載し、乾式多板シュー式クラッチを介したVベルト式無段変速機による動力伝達を行う原動機付自転車に分類されるステップスルースクーターである。
また長期にわたる生産過程では、多数のバリエーションモデルならびに後述する派生車種のほか、モデルによる通称やイメージキャラクターも設定された。
歴代モデル通称・イメージキャラクター一覧
| 代名  | 型式                 | 通称                 | イメージキャラクター     |
| 初代  | AB07                 |                      | ピーター・フォンダ       |
| 2代目 | AB07                 | ニュータクト         |                          |
| 3代目 | A-AF09               | スーパータクト       | 根津甚八                 |
| 4代目 | A-AF16               | メットインタクト     | 佐藤浩市                 |
| 5代目 | A-AF24               | スタンドアップタクト | 小泉今日子・デーモン小暮 |
| 6代目 | A-AF30/31            | スタンドアップタクト |                          |
| 7代目 | BB-AF51              |                      |                          |
| 8代目 | JBH-AF75/79 2BH-AF79 | ベーシックタクト     |                          |
| ----- | -------------------- | -------------------- | ------------------------ |

なお、以下では型式別に解説を行う。

### AB07

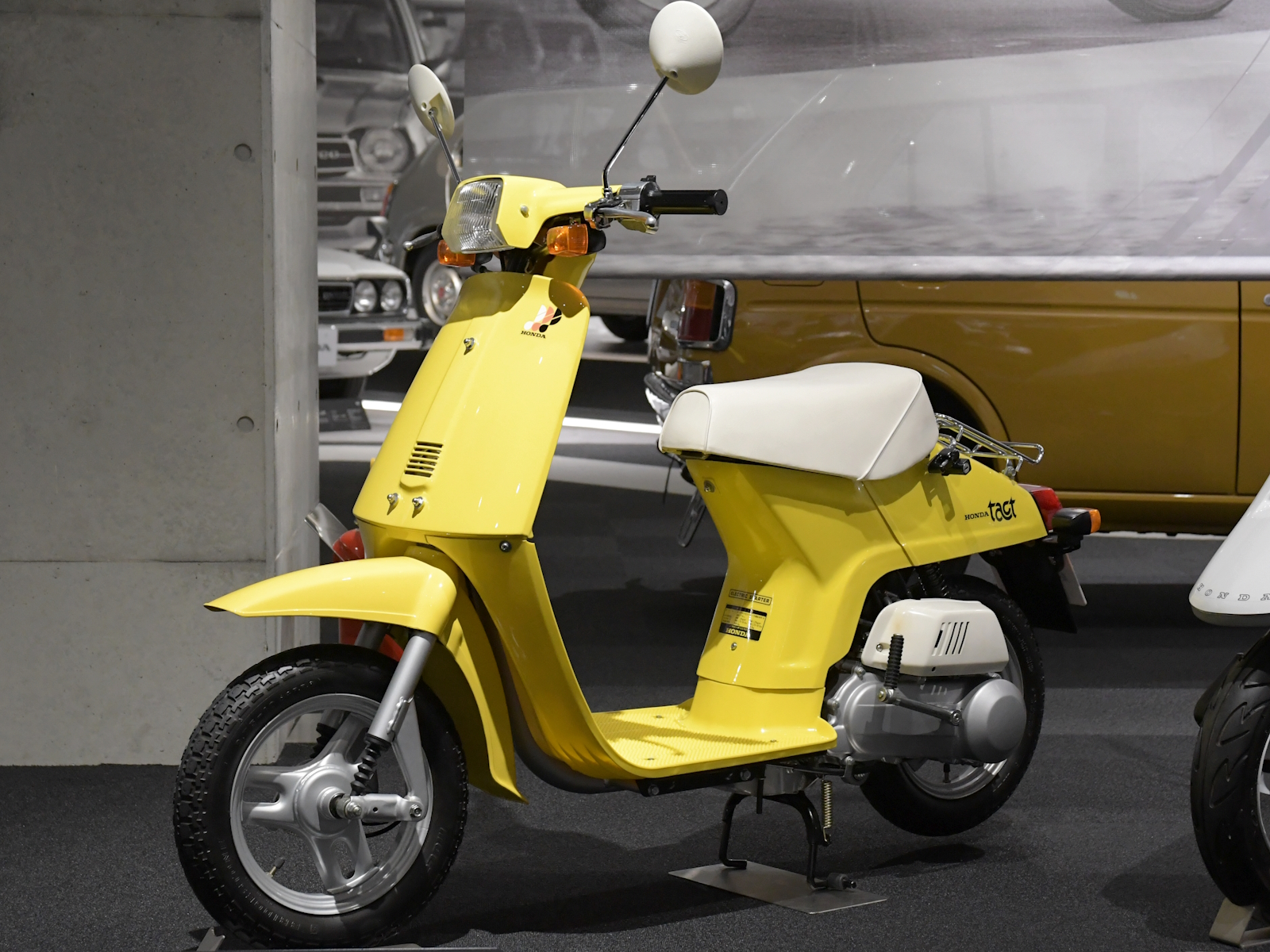
AB07型DX（セル付）

1980年9月3日発表、同月4日発売の初代モデル｡
内径x行程=40.0x39.6（mm）の強制空冷2ストロークエンジンは、最高出力3.2ps/6,000rpm・最大トルク0.44kg-m/4,500rpmのスペックを発揮する。
当初は日本国内販売目標月間15,000台で以下のモデルがラインナップされた。
- タクトDX（キック式）
- タクトDX（セル付）

標準販売価格はキック式が108,000円、セル付が118,000円とされた。
1981年7月7日発表、同月8日発売で以下のマイナーチェンジを実施。
- 最高出力を3.6ps/6,000rpmへ向上
- タクトDXセル付をベースにサイドトランクを装着したフルマークを追加
  - 標準販売価格は128,000円[注 5]
- 日本国内販売目標を月間40,000台に設定

また同年9月24日発表、同月25日発売でフルマークをベースにキー付インナーボックス・ソフトレザーシート・フロアマットを標準装備する特別カスタム仕様車が追加された。

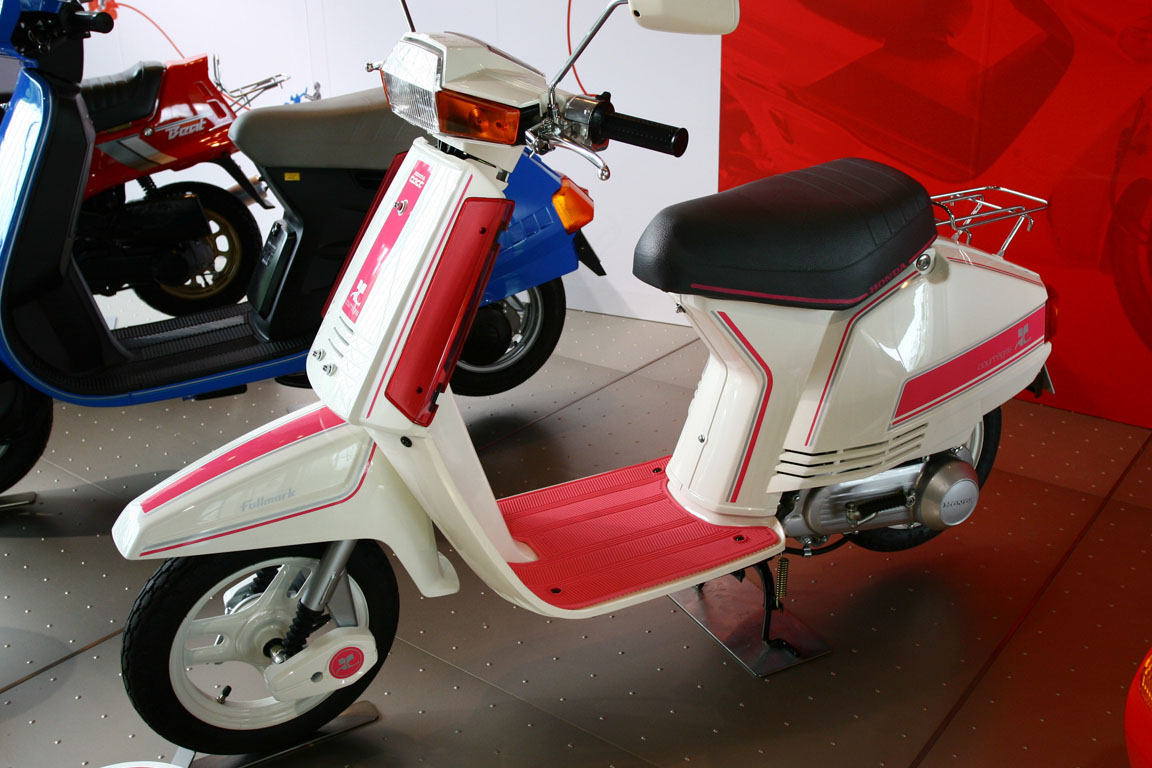
AB07型フルマーク クレージュ仕様

1982年9月21日発表、同月23日発売で型式はAB07のまま以下で解説する2代目へのフルモデルチェンジを実施。
- 外装を直線基調に全面刷新
- 最高出力4.0ps/6,000rpm・最大トルク0.50kg-m/5,000rpmへ向上
- Vベルト式無段変速機にトルクセンサーを装備
- 電装を12ボルト化
- バリエーションは以下の4モデルとされた
  - タクトDX（キック式）：109,000円
  - タクトDX（セル付）：123,000円
  - タクト フルマーク：133,000円
  - タクト フルマーク カスタム：141,000円

各タイプに15,000円高でウインドシールをオプション設定したほか、北海道・沖縄地区は車体標準販売価格を3,000円高に設定。日本国内販売目標は月間30,000台とされた。
1983年3月15日発表、同月16日よりアンドレ・クレージュがデザインしたクレージュ仕様をセル付・フルマーク合せて10,000台限定で発売した。

### A-AF09
1984年5月15日発表、同月21日発売の3代目モデル。1985年騒音規制適応モデルのため型式にA-が付いたほか、型式もABからAFに変更された。
最大の変更点は搭載されるAF05E型エンジンにあり、空冷2ストロークは継承されたものの内径x行程=41.0×37.4（mm）へ変更しており、スペックは最高出力5.0ps/6,000rpm・最大トルク0.62kg-m/5,500rpmへ向上したほか、以下の変更を実施した。
- フロントパネル内側のキー付インナーボックスを標準装備化
- バッテリーをメンテナンスフリー化
- ヘッドライトをハロゲンバルブ化

年間販売計画180,000台で以下の2モデルが販売された。
- タクト：125,000円
- タクト フルマーク：135,000円

北海道・沖縄地区は車体標準販売価格を5,000円高に設定するとともにそれぞれのモデルに4,000円高でキャンディーカラー仕様をオプション設定した。
さらに同年9月5日発表、同月6日発売でタクトに10,000台限定ならびに10,000円高でクレージュ仕様を追加。
1985年4月17日には、タクトは同月18日より、フルマークは同年5月20日より、最高出力5.4ps/6,500rpm・最大トルク0.62kg-m/6,000rpmへ向上させて発売することが発表された。さらに同年5月24日発表、同月25日発売で従来のクレージュ仕様をクレージュ タクトに車名変更し20,000台限定で追加された。なおクレージュ タクトは同年12月12日発表でカラーリング変更をした上で同月13日に20,000台限定で発売された。
1986年2月19日発表、フルマークをフルモデルチェンジならびにタクト フルマークSへ車名変更し同月20日発売。同モデルはタイヤサイズを従来の2.75-10から80/90-10-34Jへ変更した。また同年9月19日発表で、
生産累計130万台突破を記念した20,000台限定モデルタクト トラッド エディションが追加された。

### A-AF16

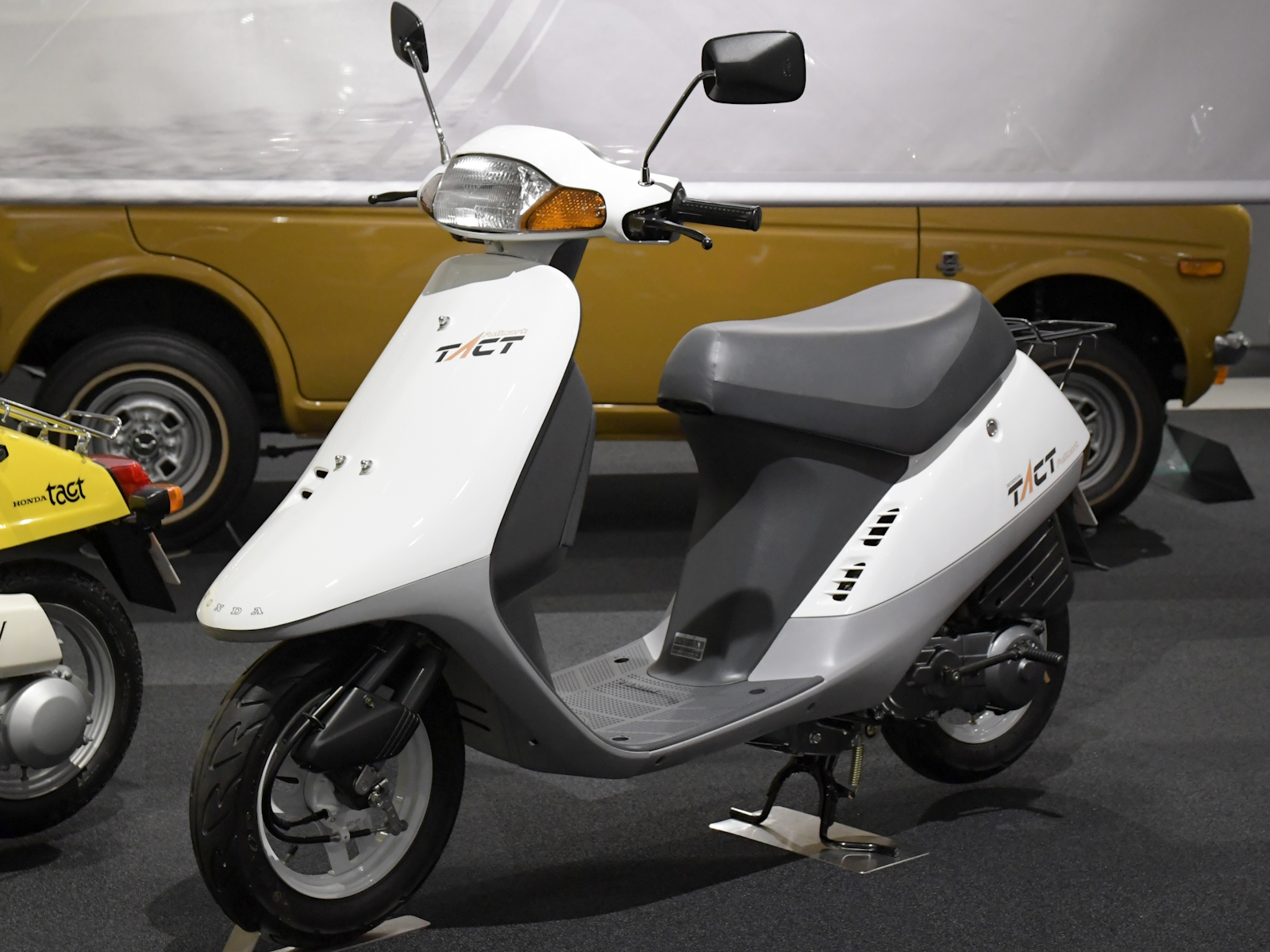
AF16型フルマーク

1987年1月30日発表、同月31日発売の4代目モデル。1986年7月5日に施行された改正道路交通法で原動機付自転車にもヘルメット着用義務が課せられたことを受け、シート下にヘルメットを収納可能なメットインスペースを設置したモデルで以下の変更を実施した。
- バリエーションを廃止し車名をタクト フルマークに統一
- AF05E型エンジンはキャリーオーバーとされたがシリンダーを6ポート化し最高出力5.8ps/6,500rpm・最大トルク0.66kg-m/6,000rpmへ向上
- タイヤサイズを3.00-10へワイド化

同年8月31日発表、同年9月1日発売でメタリック塗装を施した特別仕様車を追加した。

### A-AF24
1989年3月23日発表、同月24日発売の5代目モデル。市販車として世界初となる駐車時にスタンド操作をキー操作だけで行える電動式オートスタンドを装備するタクト スタンドアップを追加し、以下の変更も併せて実施した。
- 搭載エンジンを内径x行程=39.0×41.4（mm）[注 9]5ポートシリンダーのAF24E型へ変更。圧縮比7.3から最高出力6.0ps/6,500rpm・最大トルク0.70kg-m/6,000rpmのスペックを発揮。

車体標準販売価格は154,000円に設定。日本国内販売目標は年間14,000台とされた。
同年9月1日発表、同月2日発売で電動式オートスタンドを省略したベーシック仕様を12,000円安で追加。
1991年5月ならびに1992年7月17日発表、同月20日発売でカラーリング変更のマイナーチェンジを実施した。

### A-AF30/AF31
1993年3月25日発表、同年4月6日発売の6代目モデル。A-AF24型からは以下の変更を実施。
- スタンドアップを除き燃料タンクをフロアステップ下部搭載とした上で容量を4.5L→5.0Lへ増量
- AF24E型エンジンはキャリーオーバーとされたが圧縮比を7.1とした上で最高出力6.1ps/7,000rpm・最大トルク0.65kg-m/6,500rpへスペック変更
- タクト・タクト スタンドアップは従来からの継続で型式をA-AF30へ変更
- 新たに前輪油圧式シングルディスクブレーキを装備するタクト S（A-AF31型）を追加

### BB-AF51
1998年3月20日発表、同年4月17日発売の7代目モデル。平成10年自動車排出ガス規制ならびに騒音規制に適応させたため識別記号BB-が付く。A-AF30/AF31型からは以下の変更を実施。
- バリエーションをタクト・タクト スタンドアップに集約
- 全モデル前輪油圧式シングルディスクブレーキとし前後輪連動のコンビブレーキに変更
- 燃料タンク容量を6.0Lへ増量
- 搭載エンジンは引き続きAF24E型とされたがマフラーに三元触媒を内蔵させた上で本モデル用にシリンダーポートタイミングならびに点火時期調整により出力特性を変更
  - 圧縮比6.8・最高出力5.2ps/6,500rpm・最大トルク0.59kg-m/6,000rpm

1999年1月27日発表、同月29日発売で特別カラーを施した2,500限定のスプリングコレクションを追加したが、1997年に本田技研工業は二輪車エンジン4ストローク化方針を発表しており、本モデルは2002年に生産終了した。

### JBH-AF75

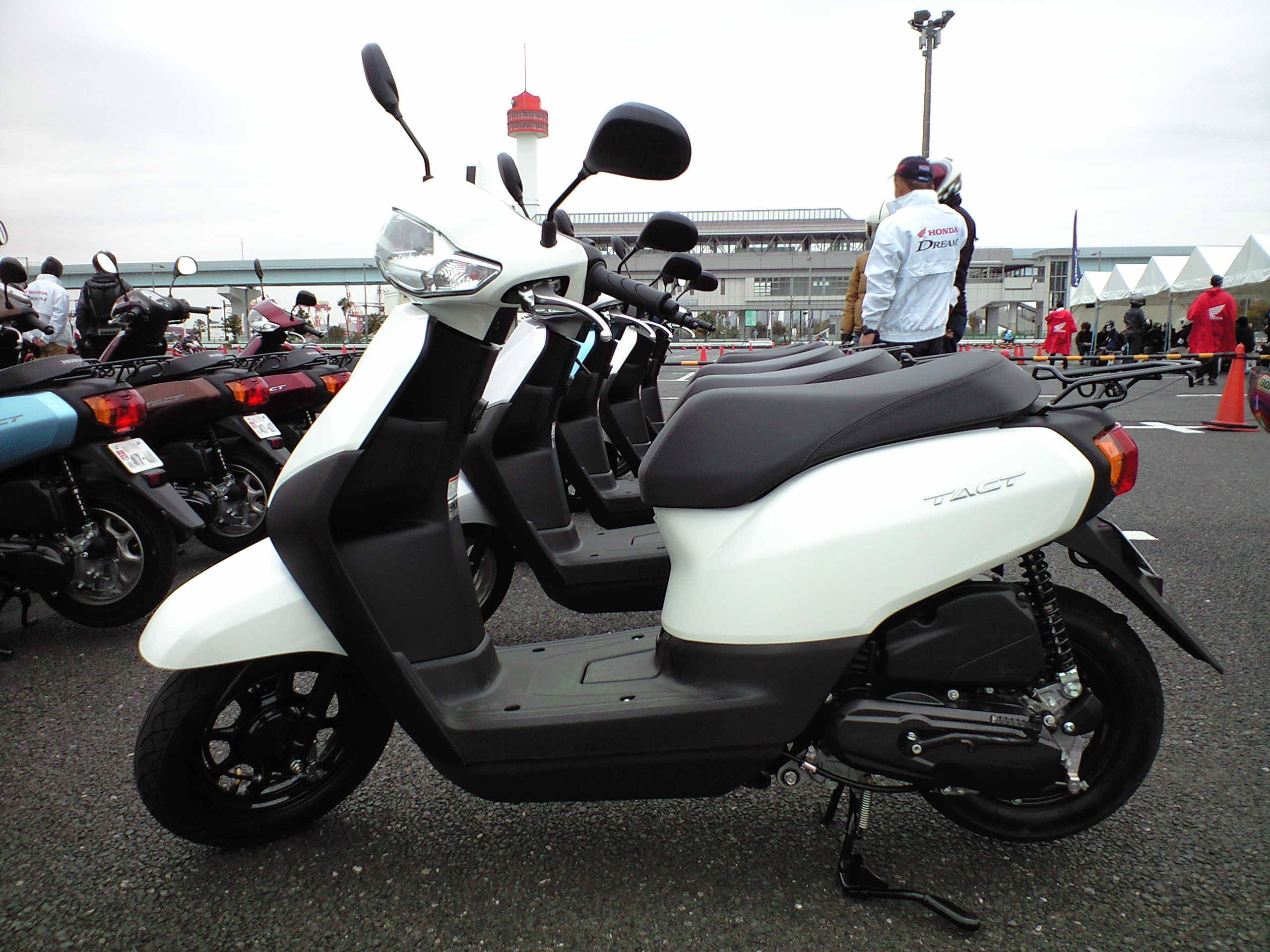
JBH-AF75型タクト

2015年1月16日発表、同月23日発売の8代目モデル。原付スクーター市場の再活性化を目指すにあたり原点に立ち返りネーミングを復活させたモデルで、JBH-AF74型ダンクと基本コンポーネンツを共用する姉妹車。このためダンク同様に製造はベトナムの現地法人ホンダベトナム（Honda Vietnam Co., Ltd.）が行い、本田技研工業が輸入事業者となり販売された。
搭載されるAF74E型水冷4ストロークSOHC単気筒エンジンは、徹底的な低フリクション化を実施し、さらに省燃費性能を向上させたeSPを採用。内径x行程=39.5×40.2（mm）・圧縮比12.0・最高出力4.5ps〔3.3kw〕/8,000rpm・最大トルク0.42kgf・m〔4.1N・m〕/7,500rpm・30㎞/h定地走行テスト値80.0㎞/L・WMTCモード値56.4（クラス1）のスペックを発揮する。また燃料供給も従来のキャブレターからPGM-FI電子式燃料噴射装置へ変更された。
スタンドアップを廃止。アイドリングストップ機構を装備するシート高720mmとしたタクト、アイドリングストップ機構を省略したシート高705mmのタクト ベーシックがラインナップされた。

### JBH-AF79/2BH-AF79
JBH-AF79
2016年2月5日発表、同月12日発売。生産拠点を熊本県菊池郡大津町の熊本製作所へ移管による型式変更で併せてカラーリング変更を実施した。
2BH-AF79
2017年10月16日発表、同月17日発売。2016年7月1日に施行された欧州Euro4とWMTCを参考とした規制値および区分の平成28年自動車排出ガス規制に適応させたマイナーチェンジで、型式を2BH-AF79へ変更した上でカラーリング変更を併せて実施した。

## 派生車種
以下のモデルが販売された。

### スカイ
型式AB14。1982年4月14日発表、同月15日発売。AB07型をベースに当時最軽量となる乾燥重量39kgとした廉価モデル。キックスターターモデルのみの設定とされたが、同年11月22日発表、同月23日発売でベースモデルの出力向上に併せたマイナーチェンジを実施し、新たにセル搭載モデルを追加した。
1984年に生産終了。

### タクティ
型式AB19。1983年2月17日発表、同月18日発売。AB07型ベースの女性向け廉価モデル。
1984年に生産終了。

### ボーカル
AB07型と一部コンポーネンツを共有する4ストロークエンジン搭載車。詳細はホンダ・ボーカルを参照。

### タクト アイビー
A-AF09型と一部コンポーネンツを共有する4ストロークエンジン搭載車。詳細はホンダ・ボーカル#タクト アイビーを参照。

### ジョルノ
型式も5代目と同じA-AF24。詳細はホンダ・ジョルノを参照。

### ジュリオ
BB-AF51型をベースとしたモデル。詳細はホンダ・ジュリオを参照。

### ダンク
JBH-AF75型/AF79型・2BH-AF79型と基本コンポーネンツを共有するモデル。詳細はホンダ・ダンクを参照。

### ジョグ
2018年3月15日発表、同年4月25日発売。2016年10月に発表された本田技研工業とヤマハ発動機の原付一種領域における業務提携による2BH-AF79型のヤマハ発動機向けOEM車。型式名は2BH-AY01。熊本製作所が製造を担当。部品共用の関係で、一部のプラスチックパーツに「HONDA」の刻印がある。